# 방세옥 (뮤지컬 배우)
방세옥(1992년 8월 19일 ~ )은 대한민국의 뮤지컬 배우다. 2012년 뮤지컬 '러브 인 뉴욕 - 올 댓 재즈'로 데뷔했다.

## 방송
- 내일은 미스트롯 2 (2020) - Top112

## 공연
- 올 댓 재즈 - 러브 인 뉴욕 (2012)
- 삼총사 (2016)
- 25주년 기념 뮤지컬〈넌센스2〉 (2017)
- 성종, 왕의 노래-악학궤범 (2019)
- 레미제라블 (2021) - 코제트 역
- 상하이 1932-34 (2022)